# TT40
| i | mn · n · Y1 · t · p |

| i | mn · n · Y1 · t · p |

| F18 · Y1 | i | i |

| F18 · Y1 | i | i |

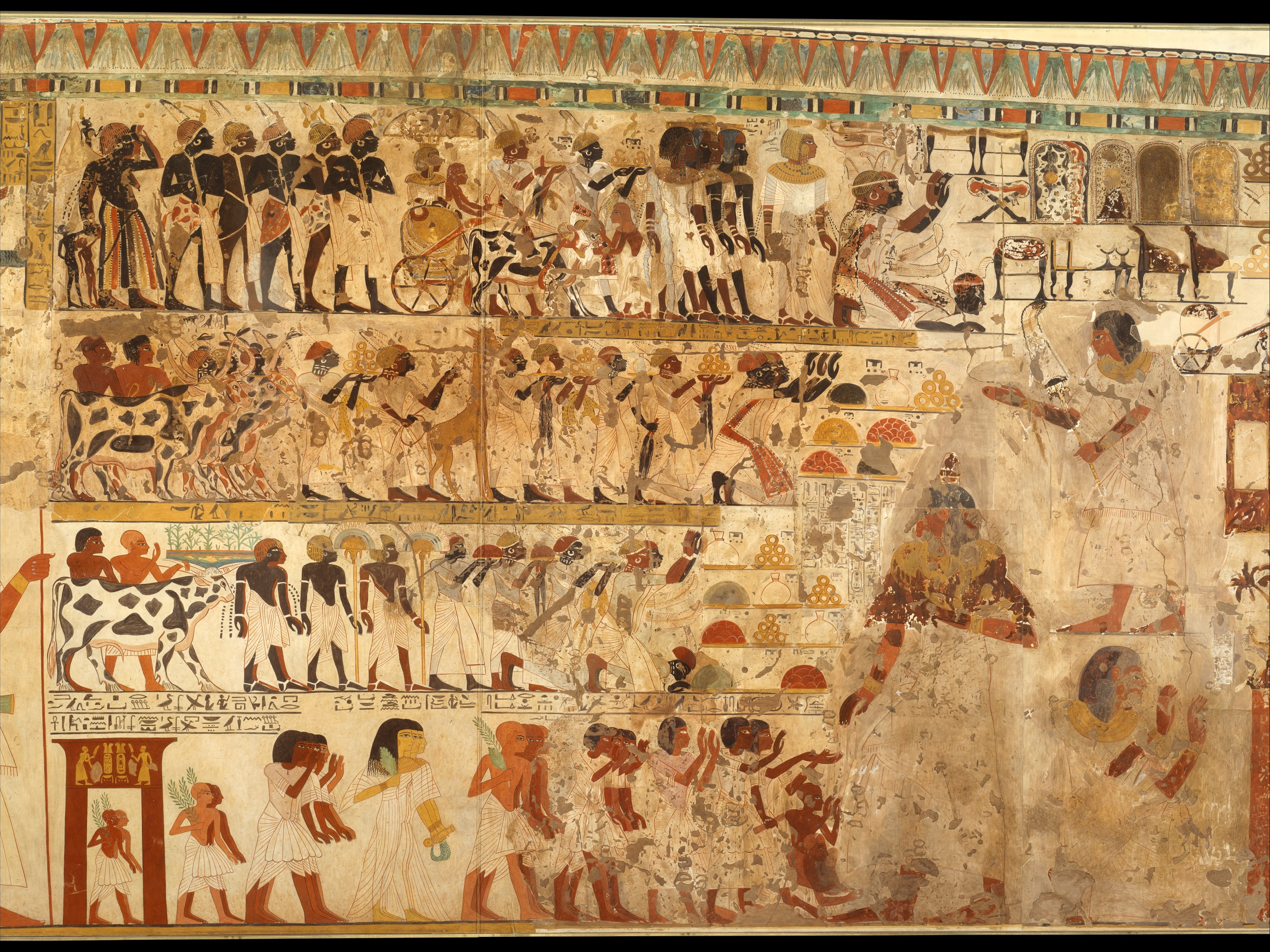
Scena di tributari nubiani dalla TT40

TT40 (Theban Tomb 40) è la sigla che identifica una delle Tombe dei Nobili ubicate nell’area della cosiddetta Necropoli Tebana, sulla sponda occidentale del Nilo dinanzi alla città di Luxor, in Egitto. Destinata a sepolture di nobili e funzionari connessi alle case regnanti, specie del Nuovo Regno, l'area venne sfruttata, come necropoli, fin dall'Antico Regno e, successivamente, sino al periodo Saitico (con la XXVI dinastia) e Tolemaico.

## Titolare
TT40 Era la tomba di:
| Titolare             | Titolo                                                 | Necropoli    | Dinastia/Periodo                                      | Note                                                    |
| -------------------- | ------------------------------------------------------ | ------------ | ----------------------------------------------------- | ------------------------------------------------------- |
| Amenhotep, detto Huy | Figlio del re di Kush, Governatore delle terre del sud | Qurnet Murai | XVIII dinastia (Amenhotep IV/Akhenaton) (Tutankhamon) | sul versante est della collina, tra la TT221 e la TT222 |

## Biografia
Amenhotep, detto Huy, fu figlio della dama Wnher (non noto il nome del padre); Taemwadjsy, Sovrintendente dell'harem di Neb-kheperu-ra (Tutankhamon), fu sua moglie mentre suoi figli furono Tjuy, Sovrintendente dei Capi degli stallieri di Sua Maestà, Paser, Generale dei carristi, Capo stalliere e portatore di stendardo, e un terzo figlio di cui non è leggibile il nome, auriga di Sua Maestà e inviato reale..
Originariamente, Huy avrebbe iniziato la sua carriera durante il regno di Amenhotep III, come Scriba della corrispondenza del figlio del re di Kush, Merymose, per concluderla durante il regno di Tutankhamon quando assommava in sé anche i titoli di: Principe ereditario, Scriba reale amato dal Signore delle Due Terre, Flabellifero alla destra del Re, Sovrintendente al bestiame di Amon nella terra di Kush, Sovrintendente alle terre dell’oro di Amon, Valente di Sua Maestà nella cavalleria, Padre divino, amato dal dio. La figura di Huy all'interno della tomba, forse per la partecipazione diretta al periodo amarniano, fu oggetto di cancellazione mediante sovrapposizione di uno strato grigio; non così, tuttavia, il nome che venne preservato. Analoga opera di cancellazione avvenne per quasi tutti i cartigli di Tutankhamon preservando tuttavia solo i nomi degli dei Ra e Amon.

## Storia della scoperta
Scoperta nel 1828 da John Gardner Wilkinson, venne visitata da Jean-François Champollion e Nestor l'Hôte nel 1829 al seguito della missione franco-toscana di Ippolito Rosellini. In tale occasione l'Hôte eseguì accurati rilievi dei dipinti parietali oggi praticamente scomparsi; nel 1926 la tomba venne completamente rilevata da Nina de Garis Davies e Alan Gardiner.
In tempi più recenti, intorno agli anni Sessanta del Novecento, la tomba è stata adibita a stalla ed è sormontata da un'abitazione oggi disabitata. Gravi i danni alle pitture parietali con evidenti distacchi di parti dell'apparato pittorico e tracce di tagli previsti, ma non ultimati.

## La tomba

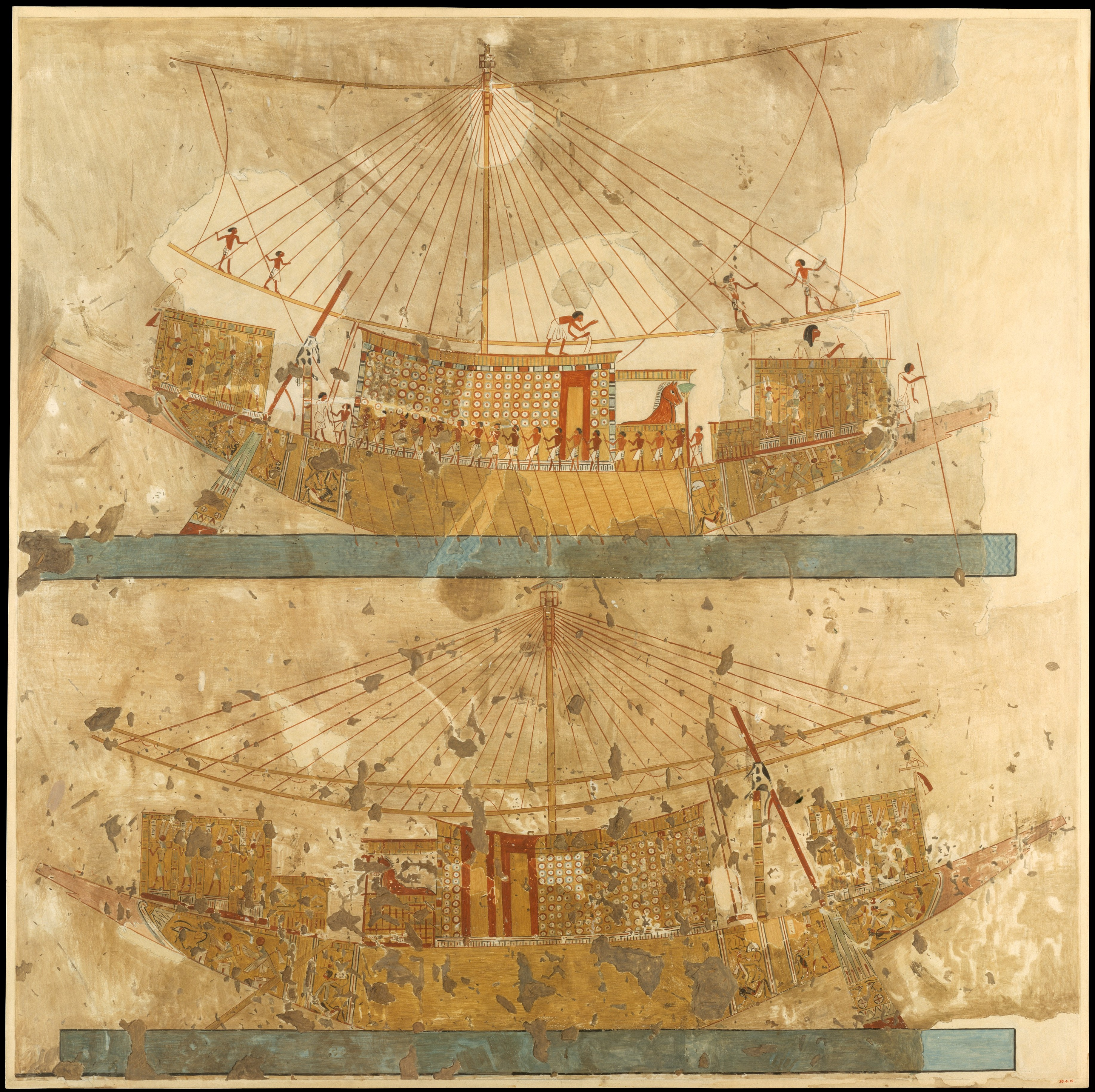
La nave del Viceré (Metropolitan Museum of Art di New York) (MET DT10873)

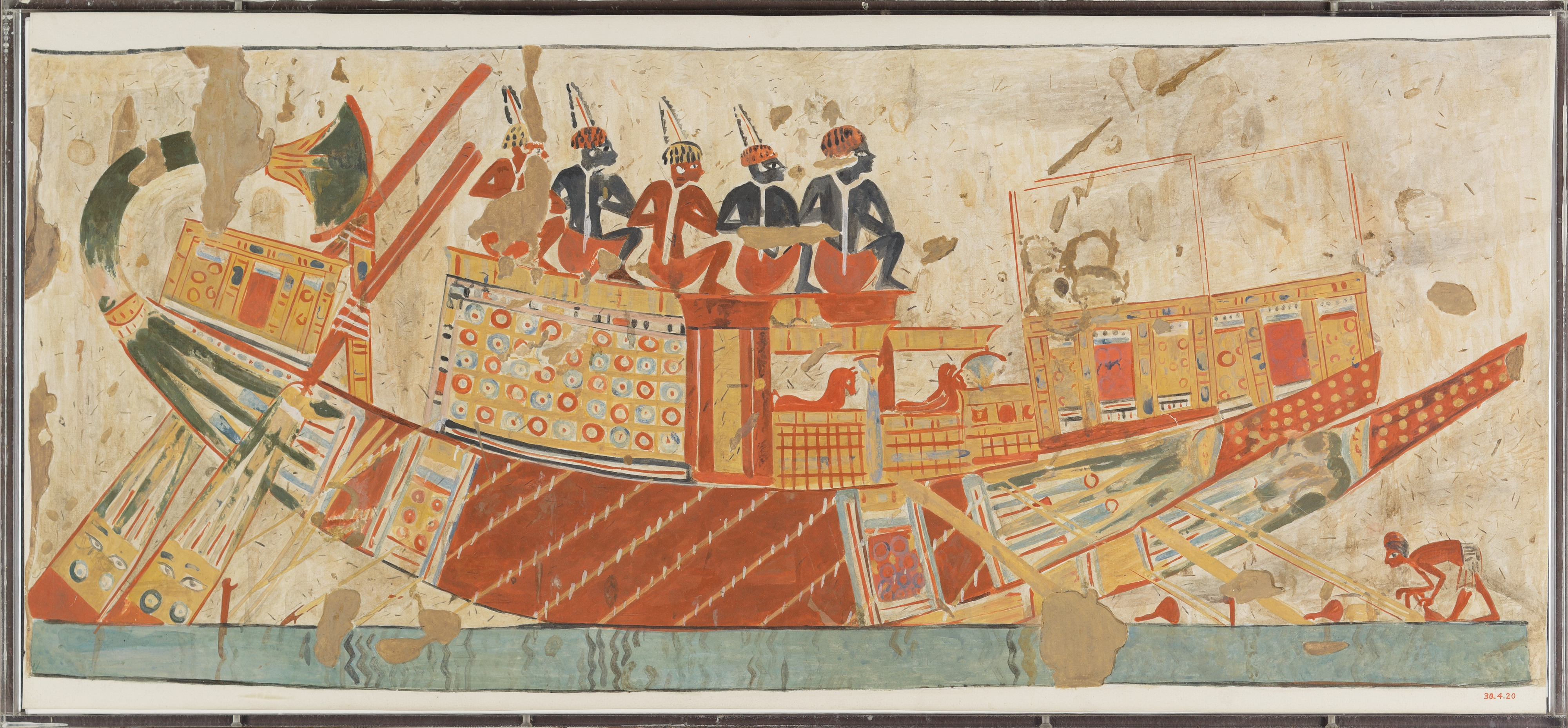
Nave trasportante prigionieri dalla Nubia (MET LC-30 4 20 EGDP025026)

La tomba TT40 contiene forse l'esempio più chiaro di quali fossero i privilegi e gli obblighi derivanti dall'essere viceré. Altro motivo di interesse deriva dalla compresenza di dipinti parietali di diversi stili con il ritorno da quello amarniano a quello antecedente l'avventura religiosa e artistica di Akhenaton.
TT40, la cui facciata è ormai inesistente, si presenta incompiuta, a "T" rovesciata, con stile che richiama le strutture ante-eresia amarniana. Ad un breve corridoio di ingresso (circa 2,75 m) segue una sala trasversale, di forma molto irregolare, orientato est-ovest (larghezza 1,90 m x 5,90 di lunghezza); dopo un altro breve corridoio (2 m) si accede ad una camera quadrata (circa 5,80 m di lato), con quattro pilastri, che presenta al fondo una nicchia probabilmente per una statua.
Quasi scomparsa la decorazione del corridoio di accesso e, ab antiquo, priva di decorazioni la sala colonnata, le uniche persistenze pittoriche si riscontrano nella sala trasversale le cui due ali non sono allineate e danno all'insieme un aspetto quasi curvilineo. Il colore, una sorta di vernice che virò al rosso scuro a contatto con l'aria, venne applicato su intonaco bianco di vario spessore. I dipinti superstiti non consentono di interpretare l'impianto pittorico complessivo che, nella raffigurazione umana, ricalca i canoni amarniani. Benché non presenti le esagerazioni tipiche dell'arte amarniana, tuttavia i caratteri sono tipici dell'arte del periodo di Tutankhamon.
Antecedentemente all'incarico di viceré di Nubia, Huy era stato "scriba della corrispondenza del figlio del re di Kush Merymose". Dai dipinti parietali si ricavano, inoltre, altri titoli di Amenhotep Huy: "vero scriba del re, che lo ama"; "emissario del re per tutte le nazioni"; "portatore di flabello alla destra del re"; "supervisore del bestiame di Amon nella terra di Kush"; "supervisore delle terre dell'oro nei possedimenti del Signore delle Due Terre"; "valente soldato della cavalleria del re". Per motivi sconosciuti, ma forse ancora legati all'appartenenza al periodo amarniano, le raffigurazioni di Huy, ma non i suoi nomi, vennero ricoperte di uno strato grigio e, quindi ridipinte successivamente, probabilmente in periodo ramesside. Allo stesso modo vennero martellati gran parte, ma non tutti, i cartigli di Tutankhamon lasciando ben visibili quelli degli dei Ra e Amon. Nel caso dei cartigli di Neb-Kheperu-Ra Tutankhamon l'abrasione non interessò le parti teofore dei nomi, talché vennero perciò cancellate le parole Neb-Kheperu e Tut-Akh.

### La sala trasversale
Varie rappresentazioni di Tutankhamon, i cui cartigli vennero abrasi, sono presenti nel corridoio trasversale. In una delle scene un non meglio indicato "supervisore al tesoro" nomina Huy viceré alla presenza del re; in una scena seguente un alto funzionario (il visir?) gli consegna il sigillo che afferma il suo incarico. Huy lascia quindi il palazzo reale seguito dai due figli Tjury, "primo capo delle stalle del re", e Paser, quest'ultimo indicato come "supervisore ai cavalli" e successivamente viceré di Nubia, a sua volta, durante i regni di Ay e Horemheb.
In altre scene è rappresentato il viaggio di Huy, in nave, per raggiungere la Nubia mentre in un'altra, il viceré, uno scettro nella mano sinistra e una lunga canna nella destra, assiste alla consegna dei tributi da parte delle popolazioni nubiane. Nelle ultime scene, viene rappresentata una flottiglia di navi "che ritornano da Kush con i bei tributi della migliore qualità delle terre del sud." La flottiglia attracca a Tebe e Huy presenta i tributi a Tutankhamon.

### Annotazioni
1. ↑  La prima numerazione delle tombe, dalla numero 1 alla 252, risale al 1913 con l’edizione del "Topographical Catalogue of the Private Tombs of Thebes" di Alan Gardiner e Arthur Weigall. Le tombe erano numerate in ordine di scoperta e non geografico; ugualmente in ordine cronologico di scoperta sono le tombe dalla 253 in poi.
2. ↑  I campi della Duat, ovvero l'aldilà egizio, si trovavano, secondo le credenze, proprio sulla riva occidentale del grande fiume.
3. ↑  Nella sua epoca di utilizzo, l'area era nota come "Quella di fronte al suo Signore" (con riferimento alla riva orientale, dove si trovavano le strutture dei Palazzi di residenza dei re e i templi dei principali dei) o, più semplicemente, "Occidente di Tebe".
4. ↑  le Tombe dei Nobili, benché raggruppate in un'unica area, sono di fatto distribuite su più necropoli distinte.
5. ↑  Le note, sovente di inquadramento topografico della tomba, sono tratte dal "Topographical Catalogue" di Gardiner e Weigall, ed. 1913 e fanno perciò riferimento alla situazione dell'epoca.
6. ↑  Titolo interpretabile come "viceré di Nubia".
7. ↑  Data la diretta partecipazione della famiglia al periodo amarniano, come desumibile anche dallo stile dei dipinti, si ritiene che la mancata indicazione di tale dato possa derivare proprio dall'essere stato il padre di Huy alto funzionario presso la corte di Akhetaton, a seguito della damnatio memoriae cui il faraone Akhenaton ed i suoi funzionari vennero condannati.
8. ↑  Una dama con lo stesso nome, Wnher, o Unaaher, viene menzionata nella tomba amarniana AT10 di Huya, Intendente della Grande Sposa Reale Tye e suo Sovrintendente al tesoro, e all'harem reale, unitamente alle sorelle Nebet e Kherput.
9. ↑  Esiste indecisione sul rapporto tra Huy e Taemwadjsy; quest'ultima, infatti, viene indicata con il termine "senet" che interpretato normalmente come "moglie", può essere anche tradotto con "sorella". In altri rilievi e rappresentazioni parietali, Taemwadjsy viene sempre rappresentata mentre segue Huy, ma non nella TT40; il pessimo stato dei dipinti della tomba non esclude, tuttavia, che il suo nome ed il suo esatto rapporto con Huy, possa essere stato cancellato.
10. ↑  Paser forse rivestì l'incarico di Viceré come il padre poiché un funzionario di tal nome è attestato durante i regni dei successori di Tutankhamon, Ay e Horemheb.
11. ↑  Il titolo di principe "ereditario" era di tipo onorifico e non necessariamente era sintomatico di un'effettiva ereditarietà al trono.
12. ↑  È verosimile che tale titolo, di tipo sacerdotale, facesse riferimento ad un tempio dedicato a Tutankhamon a Faras e, in tal senso, si giustificherebbe la presenza, nei dipinti parietali della TT40, dei nominativi di preti impegnati presso quel complesso templare.
13. ↑  I dipinti vennero grossolanamente ripristinati verosimilmente in epoca ramesside e, forse, a cura del figlio Paser. Si trattò, forse, di un periodo di disgrazia superato il quale si pervenne a una sorta di riabilitazione.
14. ↑  Il prenome era Neb-Kheperu-Ra, ed il nome Tut-Ankh-Amon.
15. ↑  Nestor Hippolyte Antoine l'Hôte (1804 – 1842), egittologo francese).
16. ↑  Da tali rilievi scaturì l'opera ""The tomb of Huy, Viceroy of Nubia in the reign of Tutankhamun (No. 40)" (La tomba di Huy, viceré di Nubia durante il regno di Tutankhamon) edita dalla Egypt Exploration Society nel 1926.
17. ↑  È una delle scene più danneggiate poiché soggetta a strappi delle parti dipinte e già predisposta, con ampi tagli dell'intonaco, ad essere ulteriormente danneggiata.
18. ↑  L'immagine è molto danneggiata e praticamente illeggibile; se ne conosce l'aspetto grazie a disegni di Nina de Garis Davies e Karl Richard Lepsius.

### Fonti
1. 1 2  Porter e Moss 1927,  pp. 75-78.
2. ↑  Gardiner e Weigall 1913.
3. ↑  Donadoni 1999,  p. 115.
4. ↑  Gardiner e Weigall 1913, pp. 18-19.
5. ↑  Porter e Moss 1927,  pp. 75-78.
6. ↑  Il viaggio in nave di Huy in un disegno del 1926/27 di Charles K. Wilkinson: https://www.metmuseum.org/art/collection/search/548577